# Selecta Spielzeug
Die Selecta Spielzeug AG war ein Unternehmen, das neben Holzspielzeug für Kleinkinder und Kinderzimmer-Dekorationen verschiedene kinder- und familienorientierte Spiele anbietet. Seit Oktober 2017 wurde es durch den Spieleverlag Schmidt Spiele übernommen, wo das Holzspielzeug als eigenständige Marke weitergeführt wird.

## Geschichte
Sie wurde 1968 von Tilmann Förtsch und Günther Menzel gegründet und hat ihren Sitz in Edling nahe Wasserburg am Inn. Sie hat neben memoryverwandten Spielen, Puzzles und Brettspielen, die vorwiegend für kleine Kinder gedacht sind, auch eine Produktlinie für ältere Spieler im Angebot.
Die Firma hat im Mai 2017 wegen Zahlungsunfähigkeit einen Insolvenzantrag gestellt. Im Oktober wurde Selecta von Schmidt Spiele übernommen, seitdem wird dort die Marke Selecta weitergeführt.

## Auszeichnungen
Einige Spiele des Verlages erhielten Auszeichnungen:

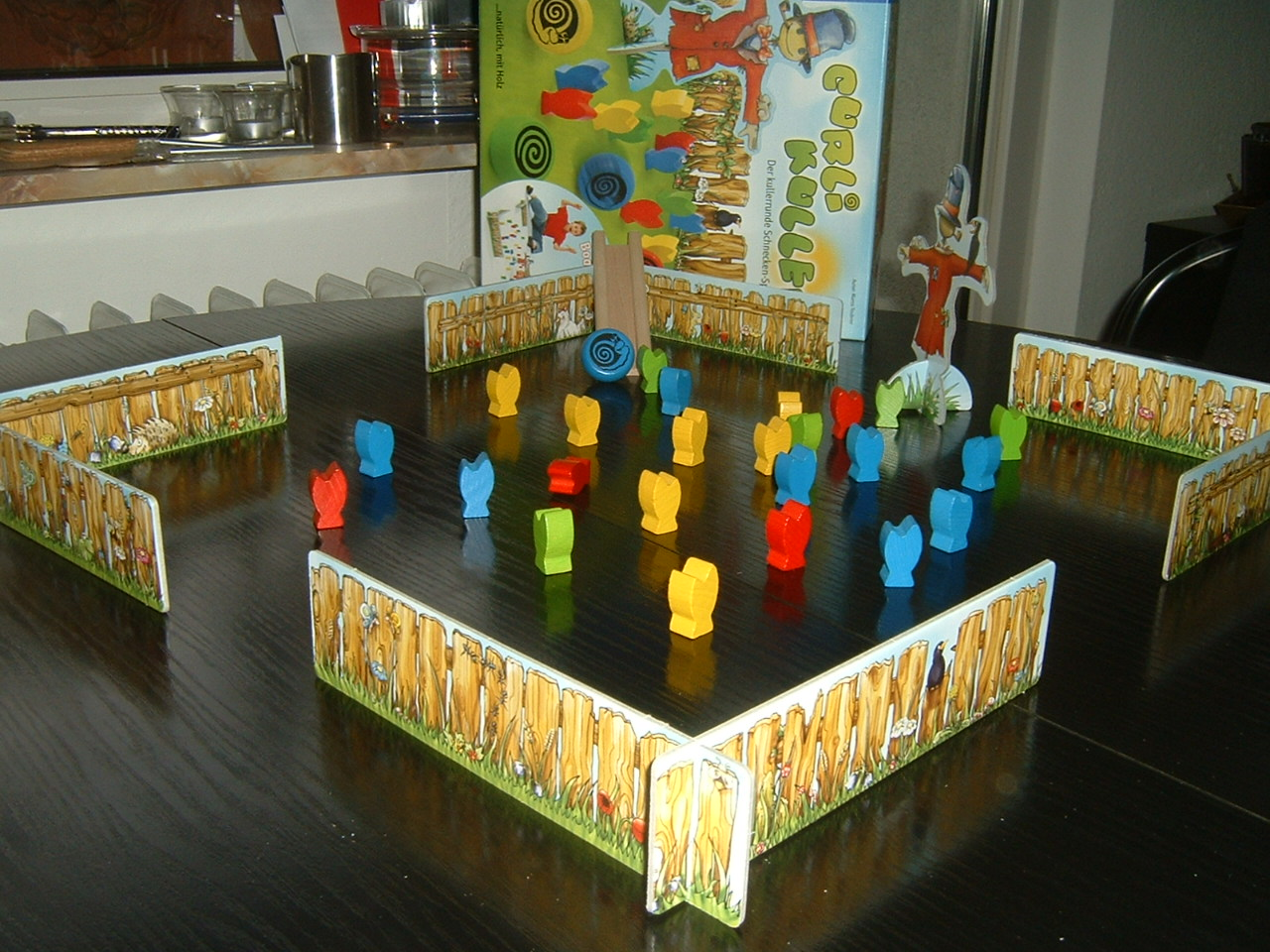
Curli Kuller (Nominierungsliste zum Kinderspiel des Jahres 2009)

Gute Freunde erhielt bereits 1989 die Auszeichnung zum Spiel des Jahres – Sonderpreis Kinderspiel. Maskenball der Käfer war 2002 Kinderspiel des Jahres, Viva Topo! erhielt 2003 den Japan Boardgame Prize für Kinderspiele und wurde Kinderspiel des Jahres 2003 und Mago Magino bekam 2005 den Japan Boardgame Prize für Kinderspiele. 2006 und 2007 waren Spiele des Verlags (Pino Sortino, Rettet den Märchenschatz!, Giro Galoppo) auf der Empfehlungsliste zum Sonderpreis Kinderspiel, wo man auch 2009 zweifach mit Curli Kuller und Zoowaboo auftauchte.

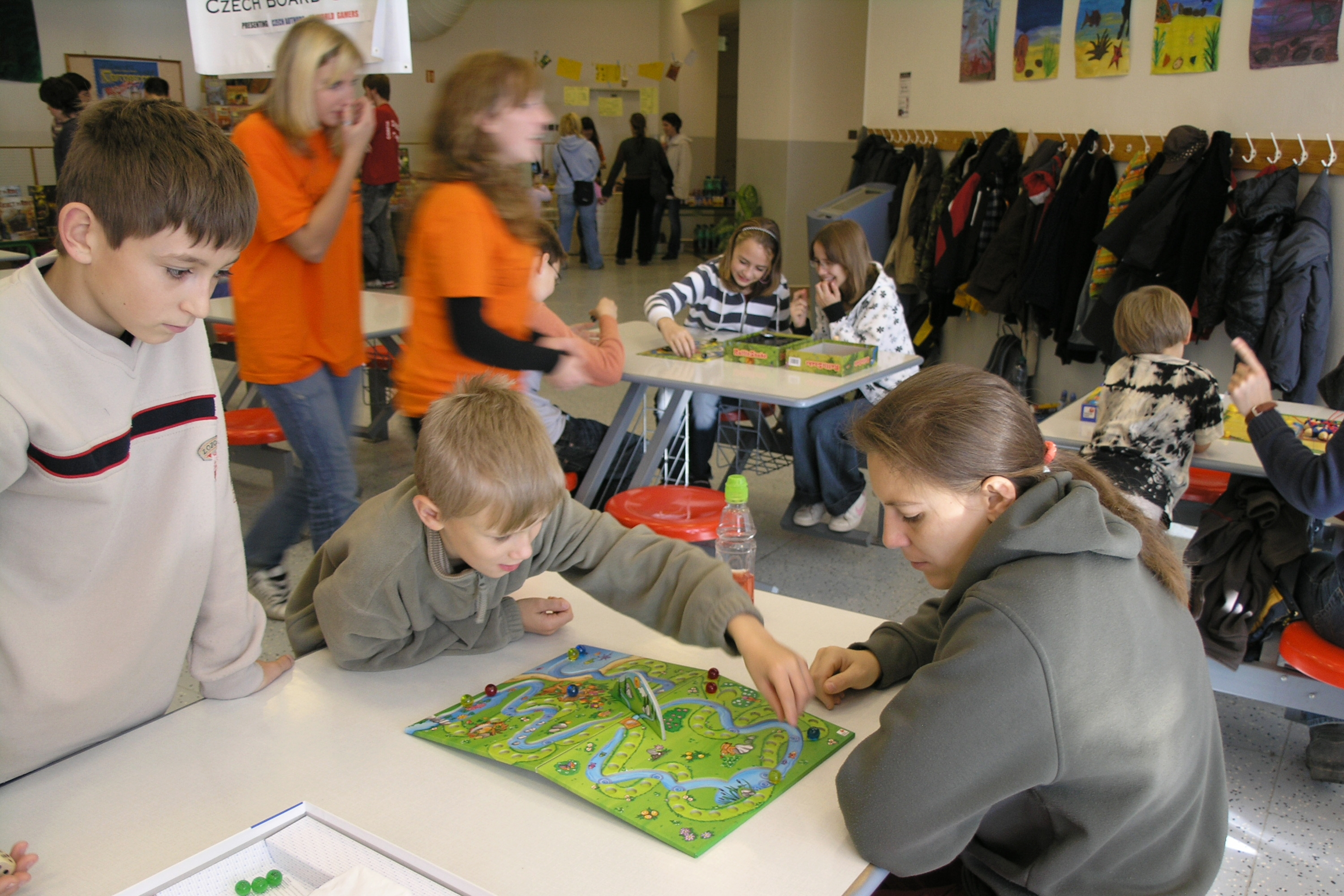
Monte Rolla

- Spiel des Jahres: Sonderpreis Kinderspiel
  - Gute Freunde von Alex Randolph, 1989
- Kinderspiel des Jahres
  - Maskenball der Käfer von Peter-Paul Joopen, Kinderspiel des Jahres 2002
  - Viva Topo!, Kinderspiel des Jahres 2003
  - Sparito!, Auswahlliste zum Kinderspiel des Jahres 2003
  - Mare polare, nominiert zum Kinderspiel des Jahres 2004
  - Monte Rolla, Empfehlungsliste zum Kinderspiel des Jahres 2004
  - Mago Magino von Reiner Knizia, nominiert zum Kinderspiel des Jahres 2005
  - Giro Galoppo, nominiert zum Kinderspiel des Jahres 2006
  - Piratissimo, nominiert zum Kinderspiel des Jahres 2006
  - Rettet den Märchenschatz, nominiert zum Kinderspiel des Jahres 2007
  - Turbulento, Empfehlungsliste zum Kinderspiel des Jahres 2007
  - Pino Sortino, Empfehlungsliste zum Kinderspiel des Jahres 2008
  - Curli Kuller von Marco Teubner, nominiert zum Kinderspiel des Jahres 2009
  - Zoowaboo, nominiert zum Kinderspiel des Jahres 2009
  - Turi-Tour, nominiert zum Kinderspiel des Jahres 2010
  - Razzo Raketo, Empfehlungsliste zum Kinderspiel des Jahres 2010
  - Pappsatt, Empfehlungsliste zum Kinderspiel des Jahres 2011
  - Grimaffen, Empfehlungsliste zum Kinderspiel des Jahres 2011